# Římskokatolická farnost Malý Háj
Římskokatolická farnost Malý Háj (lat. Kleinhana) je zaniklá církevní správní jednotka sdružující římské katolíky v Malém Háji a okolí. Organizačně spadala do krušnohorského vikariátu, který je jedním z deseti vikariátů litoměřické diecéze.

## Historie farnosti
Matriky jsou v místě vedeny od roku 1784. Od roku 1791 zde byla lokálie. Farnost byla zřízena od roku 1852.
Farnost existovala do 31. prosince 2012 jako součást litvínovského farního obvodu. Od 1. ledna 2013 zanikla sloučením do farnosti Horní Jiřetín.

### Duchovní správcové vedoucí farnost
Začátek působnosti jmenovaného v duchovní správě farnosti od:
- 1789   cap. loc. vacat
- 1793   cap. loc. Jos. Thiel
- 1802   cap. loc. Franc. Lutz, † 20. 8. 1808
- 1809   cap. loc. vacat
- 1810   cap. loc. Bernard. Krühner, n. 20. 12. 1779 Osegg, o. 8. 9. 1804, † 23. 10. 1841
- 1814   cap. loc. Ioann. Langer, n. 14. 5. 1778 Auscha, o. 8. 9. 1804, † 10. 1. 1841
- 1825   cap. loc. Adalbert. Petters, n. 10. 7.  1781 Woelmsdorfens., o. 8. 9. 1804, † 26. 1. 1856
- 1828   cap. loc. vacat
- 1829   cap. loc. Georg. Herbrich, n. 9. 3. 1781 Georgswald., o. 30. 8. 1806, † 20. 1. 1856
- 1832   cap. loc. vacat
- 1833   cap. loc. Joan. Setzer, n. 12. 9. 1791 Veliká Ves, o. 15. 8. 1815, † 7. 11. 1856
- 1842   cap. loc. Franc. Roessler, n. 7. 2. 1797 Stranicens, o. 7. 9. 1823, † 24. 5.  1864
- 1847   cap. loc. Aug. Pohnert, n. 21. 3. 1809 Komotau, o. 28. 9. 1832
- 1853   proto-par. (prvo-farář) Aug. Pohnert, n. 21. 3. 1809 Komotau, o. 28. 9. 1832, † 22. 9. 1871
- 1856   Ignat. Iser, n. 12. 3. 1814 Reichsdorf. o. 1. 8. 1839, † 9. 1. 1882
- 1871   Joann. Czarnach, n. 28. 10. 1824 Widhostitz, o. 25. 7. 1849, † 11. 11. 1900
- 1880   Ignat. Hoffmann, n. 14. 3. 1842 Tribischl, o. 26. 7. 1868, † 22. 3. 1908
- 1887   Franc. Hrbek, n. 2. 12. 1853 Prag, o. 19. 7. 1879, † 24. 4. 1925
- 1888   Wencesl. Slanský, n. 18. 5. 1848 Jeschowitz, o. 21. 7. 1872, † 22. 9. 1922
- 1890   Josef Kindermann, n. 27. 6. 1859 Georgswald., o. 11. 5. 1884, † 3. 12. 1919
- 1892   par. vacat, admin. int. Antonín Dušek
- 1893   Alois. Marburg, n. 21. 6. 1861 Wildenschwert, o. 11. 5. 1884, † 8. 8. 1925
- 1895  Gust. Schramek, n. 30. 8. 1858 Bilin, o. 11. 5. 1884, † 19. 2. 1914
- 1898   Vinc. Egert, n. 14. 5. 1862 Olešnice,  o. 22. 5. 1887, † 25. 4. 1936
- 1901   par. vacat, admin. excurr. Car. Haberzettl
- 1902   Franc. Vysoký, n. 4. 7. 1864 Poplzí, o. 29. 6. 1890, † 15. 5. 1935
- 1904   par. vacat, admin. interc. Ignat. Hofmann
- 1905    Joann. Čumpl, n. 20. 1. 1871 Magno- Losenice, o. 7. 7. 1895
- 1909   par. vacat, admin. excurr. Jos. Seyfried
- 1910   Math. Butzküven, n. 8. 2. 1870 Berrendorf, o. 14. 7. 1901, † 8. 6. 1950
- 1913   Joann. Herkner, n. 16. 6. 1885 Platten, o. 11. 7. 1909, † 9. 5. 1948
- 1922   Franc. Reindl, n. 6. 4. 1870 Břez. Hory, o. 13. 7. 1902, † 30. 12. 1939
- 1923   par. vacat, admin. inter. excurr. Anton. Marschner
- 1924   Anton. Hausmann, n. 30. 1. 1880 Niederullersdorf. o.15. 7. 1906, † 7. 10. 1932
- 1. 12. 1928   Josef Zimmerhackel, n. 2. 11. 1887 Hühnerwasser, o. 13. 7. 1913, † 12. 5. 1956
- 1. 8.  1956   Bohuslav Skácel
- 3. 12. 1956   Oldřich Vinduška
- 1. 4.  1957   Tomáš Holoubek
- 1. 6.  1965   Jan Kozár
- 1. 10. 1970   Jaroslav Čuřík SDB
- 15. 9. 2001 – 31. 12. 2012 Grzegorz Czerny, admin. excurr.[3]

Kromě kněží stojících v čele farnosti, působili ve farnosti v průběhu její historie i jiní kněží. Většinou pracovali jako farní vikáři, kaplani, katecheté, výpomocní duchovní aj.

## Území farnosti
Do farnosti náleželo území obcí:
- Lesná v Krušných horách (Ladung)[p 2]
- Malý Háj (Kleinhan)[p 2]
- Rudolice v Horách (Rudelsdorf)[p 2]

## Římskokatolické sakrální stavby a místa kultu na území farnosti
| | Fotografie | Stavba                     | Místo                   | Bohoslužby                      | Zeměpisné souřadnice            | Status                                                                         | Číslo kulturní památky                       |
| Kostel | Kostel     | Kostel                     | Kostel                  | Kostel                          | Kostel                          | Kostel                                                                         | Kostel                                       |
| --- | ---------- | -------------------------- | ----------------------- | ------------------------------- | ------------------------------- | ------------------------------------------------------------------------------ | -------------------------------------------- |
| 1. |            | Kostel Nejsvětější Trojice | Malý Háj                | bližší informace o bohoslužbách | 50°35′10″ s. š., 13°25′5″ v. d. | do 31. prosince 2012 farní kostel, poté filiální kostel farnosti Horní Jiřetín | 43819/5-5064 (Pk•MIS•Sez•Obr•WD) (Q12030441) |
| Zaniklé sakrální stavby |            |                            |                         |                                 |                                 |                                                                                |                                              |
| 2. |            | Kaple Panny Marie          | Lesná v Krušných horách | nelze sloužit                   |                                 | zbořená hřbitovní kaple                                                        | —                                            |
| Některé drobné sakrální stavby a pamětihodnosti lze dohledat zde v databázi Drobné sakrální památky Zaniklé sakrální stavby lze dohledat zde v databázi Poškozené a zničené kostely, kaple a synagogy v České republice |            |                            |                         |                                 |                                 |                                                                                |                                              |

Ve farnosti se mohou nacházet i další drobné sakrální stavby, místa římskokatolického kultu a pamětihodnosti, které neobsahuje tato tabulka.